# 切爾沃納多利納 (薩赫諾夫希納區)
49°2′0″N 36°5′27″E / 49.03333°N 36.09083°E
切爾沃納多利納（烏克蘭語：Червона Долина），是烏克蘭東部的村莊，隸屬哈爾科夫州的別列斯京區。該村始建於1890年，面積0.09平方公里，海拔高度107米，2001年人口7，人口密度每平方公里77.8人。